# Ferdinand Lassalle
 Der er for få eller ingen kildehenvisninger i denne artikel, hvilket er et problem. Du kan hjælpe ved at angive troværdige kilder til de påstande, som fremføres i artiklen.

Ferdinand Lassalle (født 11. april 1825 i Breslau, død 31. august 1864 i Genève) var en tysk politiker og forfatter. Han hørte til grundlæggerne af arbejderbevægelsen og regnes som det socialdemokratiske parti SPDs grundlægger.
Han blev født i en jødisk familie i Breslau og studerede historie og filosofi i Breslau og Berlin fra 1842 til 1846.
Han gik ind for almene valg og var i modsætning til Karl Marx også tilhænger af et socialt og demokratisk indrettet kongerige.
Ferdinand Lasalle repræsenterede i en næsten tiårig skilsmisseproces Sophie Josepha grevinde von Hatzfeld-Trachenberg og boede 1850/51 i grevindens byhus i Düsseldorf.
Lassalle grundlagde Allgemeiner Deutscher Arbeiterverein (ADAV) den 23. maj 1863, som regnes som oprindelsen til SPD.
Lassalle døde 39 år gammel efter en duel.  Han blev begravet på den jødiske kirkegård (Jüdischer Friedhof) i Breslau.